# Кам'яниця Чехуцька
49°50′33″ пн. ш. 24°1′47″ сх. д. / 49.84250° пн. ш. 24.02972° сх. д.
Кам'яниця Чехуцька (також кам'яниця Чехуцького) — житловий будинок XVIII століття, пам'ятка архітектури національного значення (охоронний № 356). Розташована в історичному центрі Львова, на вулиці Краківській. Особливістю будинку є фігура святого Онуфрія в ніші на рівні другого поверху.

## Історія
У XVI столітті на місці сучасного будинку № 7 була кам'яниця Газовська, що належала міському райці Станіславу Газу; тильним фасадом будівля виходила на вулицю Театральну. У 1630—1665 роках кам'яниця мала назву Тациківська, у 1666—1767 роках — Чехуцького. У XVIII столітті кам'яницю істотно перебудували, а у XIX столітті надбудували четвертий поверх.
Наприкінці XIX — на початку XX століття будинком володіла родина Людвіґів: у 1871 році — спадкоємці Міхала Людвіґа, у 1889 та 1916 роках — спадкоємці Яна Людвіґа, 1934 року — Аделя Людвіґ; ймовірно, цій родині належав і магазин спиртних напоїв Яна Людвіґа, що розташовувався у кам'яниці у період Польської республіки. Окрім крамниці, в ті часи в будинку містився також ресторан Генінґера. За радянської влади в будинку розташовувався магазин промтоварів і кондитерський цех № 3.

## Опис
Будинок чотириповерховий, видовжений у плані. Тривіконний фасад вельми лаконічно оформлений, завершується модульованим карнизом. Вікна прямокутні, на другому і третьому поверхах прикрашені прямокутними сандриками і простими модульйонами, окрім центрального вікна другого поверху, де сандрик трикутний.
На другому поверсі між вікнами розташована глибока ніша (символізує печеру), в якій розміщена статуя святого Онуфрія.